# 영국 아카데미 여우주연상
영국 아카데미 여우주연상(BAFTA Award for Best Actress in a Leading Role)은 영국 영화 텔레비전 예술 아카데미가 영화에서 뛰어난 주연 배역 연기를 펼친 여배우의 공로를 인정하여 매년 영국 아카데미 영화상에서 주어지는 상이다. 1952년부터 67년까지는 영국 국적자와 비영국 국적자를 분리하여 시상했다.

## 수상자 및 후보
- † 아카데미 여우주연상 수상자를 나타냄
- ‡ 아카데미 여우조연상을 나타냄
- †† 같은 해 아카데미 여우조연상을 나타냄
- ‡‡ 다른 해 아카데미 여우조연상을 나타냄

### 영국인 여우주연상 (1952–1967)
| 연도                | 배우                                                     | 영화                                 | 배역 |
| ------------------- | -------------------------------------------------------- | ------------------------------------ | ---- |
| 1952 6회            |                                                          |                                      |      |
| 비비언 리           | 《욕망이라는 이름의 전차》                               | 블랑슈 뒤부아 †                      |      |
| 필리스 캘버트       | 《맨디》                                                 | 크리스틴 갈런드                      |      |
| 셀리아 존슨         | I Believe in You                                         | 매티 매더슨                          |      |
| 앤 토드             | 《소리의 장벽》                                          | 수전 가스웨이트                      |      |
| 1953 7회            |                                                          |                                      |      |
| 오드리 헵번         | 《로마의 휴일》                                          | 앤 공주 †                            |      |
| 셀리아 존슨         | 《장군의 천국》                                          | 모드                                 |      |
| 1954 8회            |                                                          |                                      |      |
| 이본 미첼           | 《The Divided Heart》                                    | 소냐                                 |      |
| 브렌다 드 밴지      | 《홉슨의 사위 고르기》                                   | 매기 홉슨                            |      |
| 오드리 헵번         | 《사브리나》                                             | 사브리나 페어차일드 ‡                |      |
| 마거릿 레이턴       | 《캐링턴 V.C.》                                          | 밸러리 캐링턴                        |      |
| 노엘 미들턴         | 《캐링턴 V.C.》                                          | 앨리슨 L. 그레이엄                   |      |
| 1955 9회            |                                                          |                                      |      |
| 케이티 존슨         | 《레이디킬러》                                           | 루이자 윌버포스                      |      |
| 마거릿 존스턴       | 《사랑의 탈출》                                          | 헬렌 플레처                          |      |
| 데보라 커           | 《엔드 오브 어페어》                                     | 세라 마일스                          |      |
| 마거릿 록우드       | 《캐스트 어 다크 섀도》                                  | 프리다 제프리스                      |      |
| 1956 10회           |                                                          |                                      |      |
| 버지니아 매케나     | 《A Town Like Alice》                                    | 진 패짓                              |      |
| 도러시 앨리슨       | 《하늘을 향하여》                                        | 브레이스 간호사                      |      |
| 오드리 헵번         | 《전쟁과 평화》                                          | 나타샤 로스토바                      |      |
| 1957 11회           |                                                          |                                      |      |
| 헤더 시어스         | 《태양은 애정과 더불어》                                 | 에스터 코스텔로                      |      |
| 데보라 커           | 《차와 동정》                                            | 로라 레이놀즈                        |      |
| 실비아 심스         | 《화장복을 입은 여인》                                   | 조지 할로                            |      |
| 1958 12회           |                                                          |                                      |      |
| 아이린 워스         | 《오더스 투 킬》                                         | 레오니                               |      |
| 허마이어니 배덜리   | 《꼭대기 방》                                            | 엘즈페스 ‡                           |      |
| 카루나 바네르지     | 《불굴의 인간》                                          | 사르바자야 로이                      |      |
| 버지니아 매케나     | 《스파이 전선》                                          | 비올레트 서보                        |      |
| 1959 13회           |                                                          |                                      |      |
| 오드리 헵번         | 《파계》                                                 | 개브리엘 ‡                           |      |
| 페기 애시크로프트   | 《파계》                                                 | 마틸드 수녀                          |      |
| 이본 미첼           | 《사파이어》                                             | 밀드레드                             |      |
| 실비아 심스         | 《No Trees in the Street》                               | 헤티                                 |      |
| 케이 월시           | 《말의 입》                                              | 미스 코커                            |      |
| 웬디 힐러           | 《애수의 여로》                                          | 팻 쿠퍼 †                            |      |
| 1960 14회           |                                                          |                                      |      |
| 레이철 로버츠       | 《토요일 밤과 일요일 아침》                              | 브렌다                               |      |
| 헤일리 밀스         | 《폴리애나》                                             | 폴리애나                             |      |
| 웬디 힐러           | 《아들과 연인》                                          | 거트루드 모렐                        |      |
| 1961 15회           |                                                          |                                      |      |
| 도라 브라이언       | 《꿀맛》                                                 | 헬렌                                 |      |
| 데보라 커           | 《선다우너스》                                           | 아이다 카머디 ‡                      |      |
| 헤일리 밀스         | 《우리들만의 비밀》                                      | 캐시 보스톡                          |      |
| 1962 16회           |                                                          |                                      |      |
| 레슬리 카론         | 《L자형 방》                                             | 제인 포셋 ‡                          |      |
| 버지니아 마스켈     | 《더 와일드 앤 더 윌링》                                 | 버지니아 숀                          |      |
| 재닛 먼로           | 《라이프 포 루스》                                       | 팻 해리스                            |      |
| 1963 17회           |                                                          |                                      |      |
| 레이철 로버츠       | 《욕망의 끝》 ‡                                          | 마거릿 해먼드                        |      |
| 줄리 크리스티       | 《거짓말쟁이 빌리》                                      | 리즈                                 |      |
| 이디스 에번스       | 《톰 존스의 화려한 모험》                                | 웨스턴 양 ‡                          |      |
| 세라 마일스         | 《하인》                                                 | 베라                                 |      |
| 바버라 윈저         | 《참새는 노래하지 못한다》                               | 매기 구딩                            |      |
| 1964 18회           |                                                          |                                      |      |
| 오드리 헵번         | 《샤레이드》                                             | 레지나 램버트                        |      |
| 이디스 에번스       | 《초크 가든》                                            | 세인트몸 부인 ‡                      |      |
| 데보라 커           | 《초크 가든》                                            | 마드리갈 부인                        |      |
| 리타 터싱엄         | 《Girl with Green Eyes》                                 | 케이트 브레이디                      |      |
| 1965 19회           |                                                          |                                      |      |
| 줄리 크리스티       | 《달링》                                                 | 다이애나 스콧 †                      |      |
| 줄리 앤드루스       | 《에밀리를 미국 사람으로 만들기》 / 《사운드 오브 뮤직》 | 에밀리 바럼 / 마리아 ‡               |      |
| 매기 스미스         | 《영 캐시디》                                            | 노라                                 |      |
| 리타 터싱엄         | 《여자를 유혹하는 요령》                                 | 낸시 존스                            |      |
| 1966 20회           |                                                          |                                      |      |
| 엘리자베스 테일러   | 《누가 버지니아 울프를 두려워하랴》                      | 마사 †                               |      |
| 줄리 크리스티       | 《닥터 지바고》 / 《화씨 451》                           | 라라 안티포바 / 린다 몬태그/클래리스 |      |
| 린 레드그레이브     | 《조지 걸》                                              | 조지 파킨 ‡                          |      |
| 버네사 레드그레이브 | 《모건!》                                                | 리오니 델트 ‡                        |      |
| 1967 21회           |                                                          |                                      |      |
| 이디스 에번스       | 《위스퍼러스》                                           | 로스 부인 ‡                          |      |
| 바버라 제퍼드       | 《율리시스》                                             | 몰리 블룸                            |      |
| 엘리자베스 테일러   | 《말괄량이 길들이기》                                    | 캐터리나                             |      |

### 외국인 여우주연상 (1952–1967)
| 연도                | 배우                                       | 영화                                 | 배역 |
| ------------------- | ------------------------------------------ | ------------------------------------ | ---- |
| 1952 6회            |                                            |                                      |      |
| 시몬 시뇨레         | 《황금 투구》                              | 마리                                 |      |
| 에드위지 푸이에르   | 《올리비아》                               | 줄리                                 |      |
| 캐서린 헵번         | 《팻과 마이크》                            | 팻 펨버턴                            |      |
| 주디 홀리데이       | 《더 매링 카인드》                         | 플로렌스 키퍼                        |      |
| 니콜 스테판         | 《무서운 아이들》                          | 엘리자베스                           |      |
| 1953 7회            |                                            |                                      |      |
| 레슬리 카론         | 《릴리》                                   | 릴리 도리어 ‡                        |      |
| 셜리 부스           | 《사랑하는 시바여 돌아오라》               | 롤라 딜레이니 †                      |      |
| 마리 파워스         | 《더 미디엄》                              | 플로라                               |      |
| 마리아 셸           | 《하트 오브 더 매터》                      | 헬렌 롤트                            |      |
| 1954 8회            |                                            |                                      |      |
| 코르넬 보르헤르스   | 《The Divided Heart》                      | 인가 하르틀                          |      |
| 셜리 부스           | 《어바웃 미세스 레슬리》                   | 비비언 레슬리                        |      |
| 주디 홀리데이       | 《Phffft》                                 | 니나 트레이시                        |      |
| 그레이스 켈리       | 《다이얼 M을 돌려라》                      | 마고 웬디스                          |      |
| 지나 롤로브리지다   | 《빵과 사랑과 꿈》                         | 마리아 디 리티스                     |      |
| 1955 9회            |                                            |                                      |      |
| 베치 블레어         | 《마티》                                   | 클래라 ‡                             |      |
| 도러시 댄드리지     | 《카르멘 존스》                            | 카르멘 존스 ‡                        |      |
| 주디 갈런드         | 《스타 탄생》                              | 에스터 블로겟 ‡                      |      |
| 줄리 해리스         | 《나는 카메라》                            | 샐리 볼스                            |      |
| 캐서린 헵번         | 《여정》                                   | 제인 허드슨 ‡                        |      |
| 그레이스 켈리       | 《회상 속의 연인》                         | 조지 엘긴 †                          |      |
| 줄리에타 마시나     | 《길》                                     | 젤소미나                             |      |
| 메릴린 먼로         | 《7년만의 외출》                           | 소녀                                 |      |
| 1956 10회           |                                            |                                      |      |
| 안나 마냐니         | 《장미 문신》                              | 세라피나 델레 로즈 †                 |      |
| 캐럴 베이커         | 《아기 인형》                              | 아기 인형 메이선 ‡                   |      |
| 에바 달베크         | 《한 여름밤의 미소》                       | 데지레 아름펠트                      |      |
| 에바 가드너         | 《보와니 분기점》                          | 빅토리아 존스                        |      |
| 수전 헤이워드       | 《내일 울련다》                            | 릴리언 로스 ‡                        |      |
| 셜리 매클레인       | 《해리의 소동》                            | 제니퍼 로저스                        |      |
| 킴 노백             | 《피크닉》                                 | 마저리 오언스                        |      |
| 마리사 파반         | 《장미 문신》                              | 로즈 델레 로즈 ‡                     |      |
| 마리아 셸           | 《목로주점》                               | 마카르트 쿠포                        |      |
| 진 시먼스           | 《아가씨와 건달들》                        | 세라 브라운                          |      |
| 1957 11회           |                                            |                                      |      |
| 시몬 시뇨레         | 《더 크루서블》                            | 엘리자베스 프록터                    |      |
| 오거스타 대브니     | 《That Night!》                            | 매기 보든                            |      |
| 캐서린 헵번         | 《비는 행운을 싣고》                       | 리지 커리 ‡                          |      |
| 릴리 파머           | 《The Story of Anastasia》                 | 애나 앤더슨                          |      |
| 에바 마리 세인트    | 《빗물 가득》                              | 셀리아 포프                          |      |
| 메릴린 먼로         | 《왕자와 무희》                            | 엘시 마리나                          |      |
| 조앤 우드워드       | 《이브의 세 얼굴》                         | 이브 화이트 †                        |      |
| 1958 12회           |                                            |                                      |      |
| 시몬 시뇨레         | 《꼭대기 방》                              | 앨리스 에이길 †                      |      |
| 잉그리드 버그먼     | 《여섯번째 행복의 여관》                   | 글래디스 에일워드                    |      |
| 안나 마냐니         | 《와일드 이즈 더 윈드》                    | 조이아 ‡                             |      |
| 줄리에타 마시나     | 《카비리아의 밤》                          | 카비리아 체카렐리                    |      |
| 타티아나 사모일로바 | 《학이 난다》                              | 베로니카                             |      |
| 엘리자베스 테일러   | 《뜨거운 양철 지붕 위의 고양이》           | 매기 폴릿 ‡                          |      |
| 조앤 우드워드       | 《해돋는 언덕》                            | 리올라 분                            |      |
| 1959 13회           |                                            |                                      |      |
| 셜리 매클레인       | 《여자에게 물어보세요》                    | 멕 휠러                              |      |
| 에바 가드너         | 《그날이 오면》                            | 모이라 데이비드슨                    |      |
| 수전 헤이워드       | 《나는 살고 싶다》                         | 바버라 그레이엄 †                    |      |
| 엘리 람베티         | 《존엄의 문제》                            | 클로이 펠라                          |      |
| 로절린드 러셀       | 《앤티 맘》                                | 맘 데니스 ‡                          |      |
| 1960 14회           |                                            |                                      |      |
| 셜리 매클레인       | 《아파트 열쇠를 빌려드립니다》             | 프랜 쿠벨릭 ‡                        |      |
| 피어 안젤리         | 《The Angry Silence》                      | 애나 커티스                          |      |
| 멜리나 메르쿠리     | 《일요일은 참으세요》                      | 일리야 ‡                             |      |
| 에마뉘엘 리바       | 《히로시마 내 사랑》                       | 엘                                   |      |
| 진 시먼스           | 《엘머 갠트리》                            | 샤론 팰커너                          |      |
| 모니카 비티         | 《정사》                                   | 클라우디아                           |      |
| 1961 15회           |                                            |                                      |      |
| 소피아 로렌         | 《두 여인》                                | 체시라 †                             |      |
| 아니 지라르도       | 《로코와 그 형제들》                       | 나디아                               |      |
| 파이퍼 로리         | 《허슬러》                                 | 세라 패커드 ‡                        |      |
| 클로디아 맥닐       | 《해 뜨는 집》                             | 리나 영거                            |      |
| 진 시버그           | 《네 멋대로 해라》                         | 파트리치아 프란키니                  |      |
| 1962 16회           |                                            |                                      |      |
| 앤 밴크로프트       | 《미라클 워커》                            | 애니 설리번 †                        |      |
| 하리에트 안데르손   | 《거울을 통해 어렴풋이》                   | 카트린                               |      |
| 아누크 에메         | 《롤라》                                   | 롤라                                 |      |
| 멜리나 메르쿠리     | 《페드라》                                 | 페드라                               |      |
| 잔 모로             | 《쥴 앤 짐》                               | 카트린                               |      |
| 제럴딘 페이지       | 《애인과 정부》                            | 알렉산드라 델라고 ‡                  |      |
| 내털리 우드         | 《초원의 빛》                              | 디아니 루미스 ‡                      |      |
| 1963 17회           |                                            |                                      |      |
| 퍼트리샤 닐         | 《허드》                                   | 앨마 브라운 †                        |      |
| 조앤 크로퍼드       | 《제인의 말로》                            | 블랜치 허드슨                        |      |
| 베티 데이비스       | 《제인의 말로》                            | 베이비 제인 허드슨 ‡                 |      |
| 리 레믹             | 《술과 장미의 나날》                       | 키어스틴 아니슨 클레이 ‡             |      |
| 다니엘라 로카       | 《이태리식 이혼》                          | 로살리나 체팔루                      |      |
| 1964 18회           |                                            |                                      |      |
| 앤 밴크로프트       | 《여자가 사랑할 때》                       | 조 아미티지 ‡                        |      |
| 킴 스탠리           | 《비 오는 오후의 음모》                    | 마이라 새비지 ‡                      |      |
| 에바 가드너         | 《이구아나의 밤》                          | 맥신 포크                            |      |
| 셜리 매클레인       | 《당신에게 오늘 밤을》 & 《루이자의 선택》 | 당신에게 오늘 밤을 ‡ & 루이자 포스터 |      |
| 1965 19회           |                                            |                                      |      |
| 퍼트리샤 닐         | 《위험한 길》                              | 매기 헤인스                          |      |
| 제인 폰다           | 《캣 벌루》                                | 캐서린 벌루                          |      |
| 릴라 케드로바       | 《그리스인 조르바》                        | 마담 오르탕스 †                      |      |
| 시몬 시뇨레         | 《바보들의 배》                            | 백작부인 ‡                           |      |
| 1966 20회           |                                            |                                      |      |
| 잔 모로             | 《비바 마리아!》                           | 마리아 1세                           |      |
| 브리지트 바르도     | 《비바 마리아!》                           | 엘리안 다레스                        |      |
| 조앤 해킷           | 《그룹》                                   | 도티 렌프루                          |      |
| 시몬 시뇨레         | 《잠자는 살인자들》                        | 마리아 2세                           |      |
| 1967 21회           |                                            |                                      |      |
| 아누크 에메         | 《남과 여》                                | 아나 고티에 ‡                        |      |
| 비비 안데르손       | 《페르소나》 & My Sister, My Love          | 앨마 / 샬럿                          |      |
| 제인 폰다           | 《맨발로 공원을》                          | 코리 브래터                          |      |
| 시몬 시뇨레         | 《침묵의 살인》                            | 엘사 패넌                            |      |

### 통합 (1968년–현재)

#### 1968–1979
| 연도                | 배우                                                         | 영화                                               | 배역 |
| ------------------- | ------------------------------------------------------------ | -------------------------------------------------- | ---- |
| 1968 22회           |                                                              |                                                    |      |
| 캐서린 헵번         | 겨울의 라이온 & 《초대받지 않은 손님》                       | 알리에노르 다키텐 여공작 † / 크리스티나 드레이턴 † |      |
| 앤 밴크로프트       | 《졸업》                                                     | 로빈슨 부인 ‡                                      |      |
| 카트린 드뇌브       | 《세브린느》                                                 | 세브린 세리지                                      |      |
| 조앤 우드워드       | 《(영어) 레이첼 레이첼》                                     | 레이첼 카메론 ‡                                    |      |
| 1969 23회           |                                                              |                                                    |      |
| 매기 스미스         | 《미스 진 브로디의 전성기》                                  | 진 브로디 †                                        |      |
| 미아 패로           | 《(영어) 비밀》 & 《로즈메리의 아기》 & 《(영어) 존과 메리》 | 센시 / 로즈메리 우드하우스 / 메리                  |      |
| 글렌다 잭슨         | 《(영어) 사랑하는 여인들》                                   | 구드룬 브랑웬 †                                    |      |
| 바브라 스트라이샌드 | 《화니 걸》 & 《(영어) 헬로 돌리!》                          | (영어) 패니 브라이스 † & 돌리 갤러거 리바이        |      |
| 1970 24회           |                                                              |                                                    |      |
| 캐서린 로스         | 《내일을 향해 쏴라》 & 《(영어) 내일을 향해 달려라》         | 에타 플레이스 / 롤라                               |      |
| 제인 폰다           | 《(영어) 그들은 말을 쏘았다》                                | 글로리아 비티 ‡                                    |      |
| 골디 혼             | 《(영어) 선인장 꽃》 & 《(영어) There's a Girl in My Soup》  | 토니 시먼스 † / 매리언                             |      |
| 세라 마일스         | 라이언의 딸》                                                | 로지 라이언 ‡                                      |      |
| 1971 25회           |                                                              |                                                    |      |
| 글렌다 잭슨         | 《사랑의 여로》                                              | 알렉스 그레빌 ‡                                    |      |
| 린 칼린             | 《탈의》                                                     | 린 타인                                            |      |
| 줄리 크리스티       | 《사랑의 메신저》                                            | 매리언                                             |      |
| 제인 폰다           | 《콜걸》                                                     | 브리 대니얼스 †                                    |      |
| (영어) 나넷 뉴먼    | 《(영어) 달빛 스캔들》                                       | 질 매슈스                                          |      |
| 1972 26회           |                                                              |                                                    |      |
| 라이자 미넬리       | 《카바레》                                                   | 샐리 볼스 †                                        |      |
| 스테판 오드랑       | 《(영어) 도살자》                                            | 엘렌                                               |      |
| 앤 밴크로프트       | 《(영어) 윈스턴 처칠의 젊은 시절》                           | 랜돌프 처칠                                        |      |
| (영어) 도로시 튜틴  | 《(영어) 새비지 메시아》                                     | 소피 브제스카                                      |      |
| 1973 27회           |                                                              |                                                    |      |
| 스테판 오드랑       | (영어)《어두워지기 전에》 & 부르주아의 은밀한 매력           | 엘렌 마송 / 알리스 세네샬                          |      |
| 줄리 크리스티       | 《쳐다보지 마라》                                            | 로라 백스터                                        |      |
| 글렌다 잭슨         | 《(영어) 주말의 사랑》                                       | 비키 알레시오 †                                    |      |
| 다이애나 로스       | 《(영어) 레이디 싱스 더 블루스》                             | 빌리 홀리데이 ‡                                    |      |
| 1974 28회           |                                                              |                                                    |      |
| 조앤 우드워드       | (영어)《여름날의 소망》                                      | 리타 월든 ‡                                        |      |
| 페이 더너웨이       | 《차이나타운》                                               | 이블린 멀레이 ‡                                    |      |
| 바브라 스트라이샌드 | 《추억》                                                     | 케이티 머로스키 ‡                                  |      |
| 시실리 타이슨       | 《(영어) 미스 제인 피트먼의 자서전》                         | 제인 피트먼                                        |      |
| 1975 29회           |                                                              |                                                    |      |
| 엘런 버스틴         | 《엘리스는 이제 여기 살지 않는다》                           | 앨리스 하얏트 †                                    |      |
| 앤 밴크로프트       | 《(영어) 2번가의 죄수》                                      | 에드나 에디슨                                      |      |
| 밸러리 페린         | 《(영어) 레니》                                              | 허니 할로 ‡                                        |      |
| 리브 울만           | 《(영어) 결혼의 풍경》                                       | 마리안                                             |      |
| 1976 30회           |                                                              |                                                    |      |
| 루이즈 플레처       | 《뻐꾸기 둥지 위로 날아간 새》                               | 수간호사 래치드 †                                  |      |
| 로런 버콜           | 《(영어) 최후의 총잡이》                                     | 본드 로저스                                        |      |
| 리타 모레노         | 《(영어) 더 리츠》                                           | 구지 고메즈                                        |      |
| 리브 울만           | 《고독한 여심》                                              | 제니 아이작슨 ‡                                    |      |
| 1977 31회           |                                                              |                                                    |      |
| 다이앤 키턴         | 《애니 홀》                                                  | 애니 홀 †                                          |      |
| 페이 더너웨이       | 《네트워크》                                                 | 다이애나 크리스턴슨 †                              |      |
| 셸리 듀발           | 《세 여인》                                                  | 밀리 라모로                                        |      |
| 릴리 톰린           | 《(영어) 레이트 쇼》                                         | 마고 스펄링                                        |      |
| 1978 32회           |                                                              |                                                    |      |
| 제인 폰다           | 《줄리아》                                                   | 릴리언 헬먼 ‡                                      |      |
| 앤 밴크로프트       | 《터닝 포인트》                                              | 에마 재클린 ‡                                      |      |
| 질 클레이버그       | 《(영어) 독신녀 에리카》                                     | 에리카 벤턴 ‡                                      |      |
| 마샤 메이슨         | 《굿바이 걸》                                                | 폴라 맥패든 ‡                                      |      |
| 1979 33회           |                                                              |                                                    |      |
| 제인 폰다           | 《차이나 신드롬》                                            | 킴벌리 웰스 ‡                                      |      |
| 다이앤 키턴         | 《맨해튼》                                                   | 메리 윌키                                          |      |
| 매기 스미스         | 《(영어) 콜걸》                                              | 다이애나 배리 †                                    |      |
| 메릴 스트립         | 《디어 헌터》                                                | 린다 ‡                                             |      |

#### 1980년대
| 연도              | 배우                                          | 영화                            | 배역 |
| ----------------- | --------------------------------------------- | ------------------------------- | ---- |
| 1980 34회         |                                               |                                 |      |
| 주디 데이비스     | (영어)《나의 화려한 인생》                    | 시빌라 멜빈                     |      |
| 셜리 매클레인     | 《(영어) 찬스》                               | 이브 랜드                       |      |
| 벳 미들러         | 《로즈》                                      | 메리 로즈 포스터 ‡              |      |
| 메릴 스트립       | 《크레이머 대 크레이머》                      | 조애나 크레이머 †               |      |
| 1981 35회         |                                               |                                 |      |
| 메릴 스트립       | 《프랑스 중위의 여자》                        | 애나 우드러프 / 세라 우드러프 ‡ |      |
| 메리 타일러 무어  | 《보통 사람들》                               | 베스 재럿 ‡                     |      |
| 매기 스미스       | 《(영어) 4중주》                              | 로이스 하이들러                 |      |
| 시시 스페이섹     | 《광부의 딸》                                 | 로레타 린 †                     |      |
| 1982 36회         |                                               |                                 |      |
| 캐서린 헵번       | 《황금 연못》                                 | 에설 세이버 †                   |      |
| 다이앤 키튼       | 《레즈》                                      | 루이즈 브라이언트 ‡             |      |
| 제니퍼 켄들       | 《(영어) 36 초링기가》                        | 바이올렛 스톤햄                 |      |
| 시시 스페이섹     | 《의문의 실종》                               | 베스 호먼 ‡                     |      |
| 1983 37회         |                                               |                                 |      |
| 줄리 월터스       | (영어)《리타 길들이기》                       | 리타 ‡                          |      |
| 제시카 랭         | 《투씨》                                      | 줄리 니컬스 †                   |      |
| 필리스 로건       | 《다른 시간 다른 장소》                       | 제이니                          |      |
| 메릴 스트립       | 《소피의 선택》                               | 소피 자비스토프스카 †           |      |
| 1984 38회         |                                               |                                 |      |
| 매기 스미스       | (영어)《프라이빗 펑션》                       | 조이스 칠버스                   |      |
| 셜리 매클레인     | 《애정의 조건》                               | 오로라 그리너웨이 †             |      |
| 헬렌 미렌         | 《(영어) 칼》                                 | 마셀라                          |      |
| 메릴 스트립       | 《(영어) 실크우드》                           | 캐런 실크우드 ‡                 |      |
| 1985 39회         |                                               |                                 |      |
| 페기 애시크로프트 | 《인도로 가는 길》                            | 미즈 무어 †                     |      |
| 미아 패로         | 《카이로의 붉은 장미》                        | 세실리아                        |      |
| 켈리 맥길리스     | 《위트니스》                                  | 레이철 랩                       |      |
| 알렉산드라 피그   | 《(영어) Letter to Brezhnev》                 | 일레인                          |      |
| 1986 40회         |                                               |                                 |      |
| 매기 스미스       | 《전망 좋은 방》                              | 샬럿 바틀렛 ‡                   |      |
| 미아 패로         | 《한나와 그 자매들》                          | 한나                            |      |
| 메릴 스트립       | 《아웃 오브 아프리카》                        | 카렌 블릭센 ‡                   |      |
| 캐시 타이슨       | 《(영어) 모나리자》                           | 시몬                            |      |
| 1987 41회         |                                               |                                 |      |
| 앤 밴크로프트     | (영어)《84번가의 연인》                       | (영어) 헬렌 한프                |      |
| 에밀리 로이드     | 《(영어) 소녀 린다》                          | 린다 맨셀                       |      |
| 세라 마일스       | 《(영어) 희망과 영광》                        | 그레이스 로언                   |      |
| 줄리 월터스       | 《(영어) Personal Services》                  | 크리스틴 페인터                 |      |
| 1988 42회         |                                               |                                 |      |
| 매기 스미스       | (영어)《The Lonely Passion of Judith Hearne》 | 주디스 헌                       |      |
| 스테판 오드랑     | 《바베트의 만찬》                             | 바베트 에르상                   |      |
| 셰어              | 《문스트럭》                                  | 로레타 카스토리니 †             |      |
| 제이미 리 커티스  | 《완다라는 이름의 물고기》                    | 완다 거슈비츠                   |      |
| 1989 43회         |                                               |                                 |      |
| 폴린 콜린스       | (영어)《여자의 이별》                         | 셜리 발렌타인 ‡                 |      |
| 글렌 클로스       | 《위험한 관계》                               | 드메르튀이 공작부인 ‡           |      |
| 조디 포스터       | 《피고인》                                    | 세라 토바이어스 †               |      |
| 멜라니 그리피스   | 《워킹 걸》                                   | 테스 맥길 ‡                     |      |

#### 1990년대
| 연도                 | 배우                            | 영화                                           | 배역 |
| -------------------- | ------------------------------- | ---------------------------------------------- | ---- |
| 1990 44회            |                                 |                                                |      |
| 제시카 탠디          | 《드라이빙 미스 데이지》        | 데이지 워턴 †                                  |      |
| 셜리 매클레인        | 《(영어) 헐리우드 스토리》      | 도리스 맨                                      |      |
| 미셸 파이퍼          | 《사랑의 행로》                 | 수지 다이아몬드 ‡                              |      |
| 줄리아 로버츠        | 《귀여운 여인》                 | 비비언 워드 ‡                                  |      |
| 1991 45회            |                                 |                                                |      |
| 조디 포스터          | 《양들의 침묵》                 | 클라리스 스탈링 †                              |      |
| 지나 데이비스        | 《델마와 루이스》               | 델마 디킨슨 ‡                                  |      |
| 수전 서랜던          | 《델마와 루이스》               | 루이즈 소여 ‡                                  |      |
| 줄리엣 스티븐슨      | 《(영어) 유령과의 사랑》        | 니나                                           |      |
| 1992 46회            |                                 |                                                |      |
| 엠마 톰슨            | 《하워즈 엔드》                 | 마가렛 슈미겔 †                                |      |
| 주디 데이비스        | 《(영어) 우디 앨런의 부부일기》 | 샐리 ‡                                         |      |
| 타라 모리스          | 《댄싱 히어로》                 | 프랜                                           |      |
| 제시카 탠디          | 《프라이드 그린 토마토》        | 니니 스레드구드 ‡                              |      |
| 1993 47회            |                                 |                                                |      |
| 홀리 헌터            | 《피아노》                      | 에이다 맥그레스 †                              |      |
| 미란다 리처드슨      | 《(영어) 톰과 비브》            | 비비엔 헤이그우드 ‡                            |      |
| 엠마 톰슨            | 《남아있는 나날》               | 세라 켄턴 ‡                                    |      |
| 데브라 윙거          | 《샤도우랜드》                  | 조이 데이비드먼 ‡                              |      |
| 1994 48회            |                                 |                                                |      |
| 수전 서랜던          | 《의뢰인》                      | 리지나 러브 ‡                                  |      |
| 린다 피오렌티노      | 《(영어) 라스트 시덕션》        | 브리짓 그레고리                                |      |
| 이렌 자코브          | 《세 가지 색: 레드》            | 발랑틴 뒤소                                    |      |
| 우마 서먼            | 펄프 픽션                       | 미아 월리스 ‡                                  |      |
| 1995 49회            |                                 |                                                |      |
| 엠마 톰슨            | 《센스 앤 센서빌리티            | 엘리너 대시우드 ‡                              |      |
| 니콜 키드먼          | 《투 다이 포》                  | 수잰 스톤 머레토                               |      |
| 헬렌 미렌            | 《조지 왕의 광기》              | 조피 샤를로테 추 메클렌부르크슈트렐리츠 공녀 ‡ |      |
| 엘리자베스 슈        | 《라스베가스를 떠나며》         | 세라 ‡                                         |      |
| 1996 50회            |                                 |                                                |      |
| 브렌다 블레신        | 《비밀과 거짓말》               | 신시아 펄리 ‡                                  |      |
| 프랜시스 맥도먼드    | 《파고》                        | 마지 군더슨 †                                  |      |
| 크리스틴 스콧 토머스 | 《잉글리쉬 페이션트》           | 캐서린 클리프턴 ‡                              |      |
| 에밀리 왓슨          | 《브레이킹 더 웨이브》          | 베스 맥닐 ‡                                    |      |
| 1997 51회            |                                 |                                                |      |
| 주디 덴치            | 《미세스 브라운》               | 빅토리아 ‡                                     |      |
| 킴 베이싱어          | 《LA 컨피덴셜》                 | 린 브래컨 †                                    |      |
| 헬레나 보넘 카터     | 《(영어) 도브》                 | 케이트 크로이 ‡                                |      |
| 캐시 버크            | 《(영어) 텅빈 입》              | 밸러리                                         |      |
| 1998 52회            |                                 |                                                |      |
| 케이트 블란쳇        | 《엘리자베스》                  | 엘리자베스 1세 ‡                               |      |
| 제인 호록스          | 《작은 목소리》                 | 로리 호프                                      |      |
| 귀네스 팰트로        | 《셰익스피어 인 러브》          | 비올라 드 레셉스 †                             |      |
| 에밀리 왓슨          | 《(영어) 힐러리와 재키》        | 재클린 뒤 프레 ‡                               |      |
| 1999 53회            |                                 |                                                |      |
| 아네트 베닝          | 《아메리칸 뷰티》               | 캐럴린 버넘 ‡                                  |      |
| 린다 바셋            | 《(영어) 이스트 이즈 이스트》   | Ella Khan                                      |      |
| 줄리앤 무어          | 《애수》                        | 세라 마일스 ‡                                  |      |
| 에밀리 왓슨          | 《(영어) 안젤라스 애쉬스》      | 프랭크 매코트                                  |      |

#### 2000년대
| 연도                 | 배우                           | 영화                            | 배역 |
| -------------------- | ------------------------------ | ------------------------------- | ---- |
| 2000 54회            |                                |                                 |      |
| 줄리아 로버츠        | 《에린 브로코비치》            | 에린 브로코비치 †               |      |
| 쥘리에트 비노슈      | 《초콜렛》                     | 비엔 로쉐 ‡                     |      |
| 케이트 허드슨        | 《올모스트 페이머스》          | 페니 레인 ‡                     |      |
| 힐러리 스왱크        | 《소년은 울지 않는다》         | 브랜든 티나 †                   |      |
| 양자경               | 《와호장룡》                   | 유수련                          |      |
| 2001 55회            |                                |                                 |      |
| 주디 덴치            | 《아이리스》                   | 아이리스 머독 ‡                 |      |
| 니콜 키드먼          | 《디 아더스》                  | 그레이스 스튜어트               |      |
| 시시 스페이섹        | 《침실에서》                   | 루스 파울러아 ‡                 |      |
| 오드리 토투          | 《아멜리에》                   | 아멜리에 폴랑                   |      |
| 르네 젤위거          | 《브리짓 존스의 일기》         | 브리짓 존스 ‡                   |      |
| 2002 56회            |                                |                                 |      |
| 니콜 키드먼          | 《디 아워스》                  | 버지니아 울프 †                 |      |
| 할리 베리            | 《몬스터 볼》                  | 레티시아 머스그로브 †           |      |
| 살마 아예크          | 《프리다》                     | 프리다 칼로 ‡                   |      |
| 메릴 스트립          | 《디 아워스》                  | 클라리스 본                     |      |
| 르네 젤위거          | 《시카고》                     | 록시 하트 ‡                     |      |
| 2003 57회            |                                |                                 |      |
| 스칼렛 조핸슨        | 《사랑도 통역이 되나요?》      | 샬럿                            |      |
| 스칼렛 조핸슨        | 《진주 귀걸이를 한 소녀》      | 그리에트                        |      |
| 앤 리드              | 《마더》                       | 메이                            |      |
| 우마 서먼            | 《킬 빌 1부》                  | 비아트릭스 / 신부 / 블랙 맘바   |      |
| 나오미 와츠          | 《21 그램》                    | Cristina "Cris" Williams Peck ‡ |      |
| 2004 58회            |                                |                                 |      |
| 이멜다 스탠턴        | 《베라 드레이크》              | Vera Drake ‡                    |      |
| 샤를리즈 테론        | 《몬스터》                     | 에일린 워노스 †                 |      |
| 케이트 윈슬렛        | 《이터널 선샤인》              | 클레멘타인 크루친스키 ‡         |      |
| 케이트 윈슬렛        | 《네버랜드를 찾아서》          | 실비아 루엘린 데이비스          |      |
| 장쯔이               | 《연인》                       | 메이                            |      |
| 2005 59회            |                                |                                 |      |
| 리즈 위더스푼        | 《앙코르》                     | 준 카터 캐시 †                  |      |
| 주디 덴치            | 《미세스 헨더슨 프레젠트》     | 로라 헨더슨 ‡                   |      |
| 샤를리즈 테론        | 《노스 컨츄리》                | 조시 에임스 ‡                   |      |
| 레이철 바이스        | 《콘스탄트 가드너》            | Tessa Abbott-Quayle †           |      |
| 장쯔이               | 《게이샤의 추억》              | 사카모토 치요 / 닛타 사유리     |      |
| 2006 60회            |                                |                                 |      |
| 헬렌 미렌            | 《더 퀸》                      | 엘리자베스 2세 †                |      |
| 페넬로페 크루스      | 《귀향》                       | 라이문다 ‡                      |      |
| 주디 덴치            | 《노트 온 스캔들》             | 바바라 코벳 ‡                   |      |
| 메릴 스트립          | 《악마는 프라다를 입는다》     | 미란다 프리스틀리 ‡             |      |
| 케이트 윈슬렛        | 《리틀 칠드런》                | 사라 피어스 ‡                   |      |
| 2007 61회            |                                |                                 |      |
| 마리옹 코티야르      | 《라 비앙 로즈》               | 에디트 피아프 †                 |      |
| 케이트 블란쳇        | 《엘리자베스》                 | 엘리자베스 1세 ‡                |      |
| 줄리 크리스티        | 《어웨이 프롬 허》             | 피오나 앤더슨 ‡                 |      |
| 키이라 나이틀리      | 《어톤먼트》                   | 세실리아 탈리스                 |      |
| 엘런 페이지          | 《주노》                       | 주노 맥거프 ‡                   |      |
| 2008 62회            |                                |                                 |      |
| 케이트 윈슬렛        | 《더 리더: 책 읽어주는 남자》  | 한나 슈미츠 †                   |      |
| 안젤리나 졸리        | 《체인질링》                   | 크리스틴 콜린스 ‡               |      |
| 메릴 스트립          | 《다우트》                     | 알로이시우스 수녀 ‡             |      |
| 크리스틴 스콧 토머스 | 《당신을 오랫동안 사랑했어요》 | 줄리엣                          |      |
| 케이트 윈슬렛        | 《레볼루셔너리 로드》          | 에이프릴 윌러                   |      |
| 2009 63회            |                                |                                 |      |
| 케리 멀리건          | 《언 애듀케이션》              | 제니 멜러 ‡                     |      |
| 시얼샤 로넌          | 《러블리 본즈》                | 수지 샐몬                       |      |
| 개버레이 시디베이    | 《프레셔스》                   | 클라리스 ‡                      |      |
| 메릴 스트립          | 《줄리 & 줄리아》              | 줄리아 차일드 ‡                 |      |
| 오드리 토투          | 《코코 샤넬》                  | 코코 샤넬                       |      |

#### 2010년대
| 연도              | 배우                                     | 영화                              | 배역 |
| ----------------- | ---------------------------------------- | --------------------------------- | ---- |
| 2010 64회         |                                          |                                   |      |
| 내털리 포트먼     | 《블랙 스완》                            | 니나 세이어스 †                   |      |
| 아네트 베닝       | 《에브리바디 올라잇》                    | 니콜 '닉' 올굿 ‡                  |      |
| 줄리앤 무어       | 《에브리바디 올라잇》                    | 줄스 올굿                         |      |
| 노미 라파스       | 《밀레니엄 제1부: 여자를 증오한 남자들》 | 리스베트 살란데르                 |      |
| 헤일리 스테인펠드 | 《더 브레이브》                          | 매티 로스 ‡                       |      |
| 2011 65회         |                                          |                                   |      |
| 메릴 스트립       | 《철의 여인》                            | 마거릿 대처 †                     |      |
| 베레니스 베조     | 《아티스트》                             | 페피 밀러 ‡                       |      |
| 비올라 데이비스   | 《헬프》                                 | 에이블린 클락 ‡                   |      |
| 틸다 스윈턴       | 《케빈에 대하여》                        | 에바 캐처도리언                   |      |
| 미셸 윌리엄스     | 《마릴린 먼로와 함께한 일주일》          | 마릴린 먼로 ‡                     |      |
| 2012 66회         |                                          |                                   |      |
| 에마뉘엘 리바     | 《아무르》                               | 안느 로랑 ‡                       |      |
| 제시카 채스테인   | 《제로 다크 서티》                       | 마야 ‡                            |      |
| 마리옹 코티야르   | 《러스트 앤 본》                         | 스테파니                          |      |
| 제니퍼 로렌스     | 《실버 라이닝 플레이북》                 | 티파니 맥스웰 †                   |      |
| 헬렌 미렌         | 《히치콕》                               | 알마 레빌                         |      |
| 2013 67회         |                                          |                                   |      |
| 케이트 블란쳇     | 《블루 재스민》                          | 자넷 '재스민' 프란시스 †          |      |
| 에이미 애덤스     | 《아메리칸 허슬》                        | 시드니 프로서 ‡                   |      |
| 샌드라 불록       | 《그래비티》                             | 라이언 스톤 박사 ‡                |      |
| 주디 덴치         | 《필로미나의 기적》                      | 필로미나 리 ‡                     |      |
| 엠마 톰슨         | 《세이빙 미스터 뱅크스》                 | P. L. 트래버스                    |      |
| 2014 68회         |                                          |                                   |      |
| 줄리앤 무어       | 《스틸 앨리스》                          | 앨리스 하울랜드 †                 |      |
| 에이미 애덤스     | 《빅 아이즈》                            | 마가렛 킨                         |      |
| 펄리시티 존스     | 《사랑에 대한 모든 것》                  | 제인 와일드 호킹 ‡                |      |
| 로저먼드 파이크   | 《나를 찾아줘》                          | 에이미 엘리엇 던 ‡                |      |
| 리즈 위더스푼     | 《와일드》                               | 셰릴 스트레이드 ‡                 |      |
| 2015 69회         |                                          |                                   |      |
| 브리 라슨         | 《룸》                                   | 조이 뉴섬 †                       |      |
| 케이트 블란쳇     | 《캐롤》                                 | 캐롤 에어드 ‡                     |      |
| 시얼샤 로넌       | 《브루클린》                             | 에일리스 레이시 ‡                 |      |
| 매기 스미스       | 《더 레이디 인 더 밴》                   | 메리 셰퍼드 / 마가렛 페어차일드   |      |
| 알리시아 비칸데르 | 《대니쉬 걸》                            | 게르다 베게너 †                   |      |
| 2016 70회         |                                          |                                   |      |
| 엠마 스톤         | 《라라랜드》                             | 미아 돌란 †                       |      |
| 에이미 애덤스     | 《컨택트》                               | 루이즈 뱅크스 박사                |      |
| 에밀리 블런트     | 《걸 온 더 트레인》                      | 레이첼 왓슨                       |      |
| 내털리 포트먼     | 《재키》                                 | 재키 케네디 ‡                     |      |
| 메릴 스트립       | 《플로렌스》                             | 플로렌스 포스터 젠킨스 ‡          |      |
| 2017 71회         |                                          |                                   |      |
| 프랜시스 맥도먼드 | 《쓰리 빌보드》                          | 밀드레드 헤이스 †                 |      |
| 아네트 베닝       | 《필름스타 인 리버풀》                   | 글로리아 그레이엄                 |      |
| 샐리 호킨스       | 《셰이프 오브 워터: 사랑의 모양》        | 엘라이자 에스포지토 ‡             |      |
| 마고 로비         | 《아이, 토냐》                           | 토냐 하딩 ‡                       |      |
| 시얼샤 로넌       | 《레이디 버드》                          | 크리스틴 "레이디 버드" 맥피어슨 ‡ |      |

## 같이 보기
- 아카데미 여우주연상

## 참고
1. ↑  웬디 힐러는 아카데미 여우조연상을 수상했다
2. ↑  릴라 케드로바는 아카데미 여우조연상을 수상했다
3. ↑  골디 혼은 아카데미 여우조연상을 수상했다
4. ↑  매기 스미스는 아카데미 여우조연상을 수상했다
5. ↑  메릴 스트립은 아카데미 여우조연상을 수상했다
6. ↑  제시카 랭은 아카데미 여우조연상을 수상했다
7. ↑  페기 애시크로프트는 아카데미 여우조연상을 수상했다
8. ↑  킴 베이싱어는 아카데미 여우조연상을 수상했다
9. ↑  레이철 바이스는 아카데미 여우조연상을 수상했다
10. ↑  알리시아 비칸데르는 아카데미 여우조연상을 수상했다